# Baldanders
 (février 2013).
Si vous disposez d'ouvrages ou d'articles de référence ou si vous connaissez des sites web de qualité traitant du thème abordé ici, merci de compléter l'article en donnant les références utiles à sa vérifiabilité et en les liant à la section « Notes et références ».

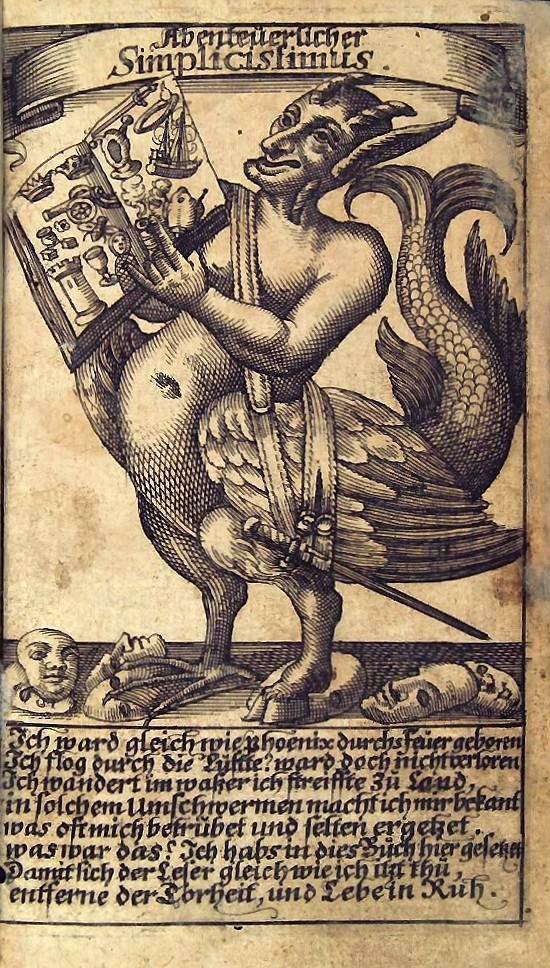
Représentation d'un Baldanders extrait du livre de Grimmelshausen, les Aventures de Simplicius Simplicissimus.

Le Baldanders est une créature des légendes germaniques. Il est généralement dépeint comme un être mi-homme, mi-bouc ou chèvre, ou un mélange d'humain et d'une multitude d'animaux.

Son nom signifie « Bientôt autre chose » car il serait capable de prendre très facilement l'apparence de toutes choses existantes, tel que des humains, des animaux, mais aussi des ustensiles de cuisine ou même de la nourriture.

## Culture populaire
Baldanders fait l'objet d'un chapitre du livre de J. L. Borges, Le Livre des êtres imaginaires. Il signale son apparition au XVIe siècle chez Hans Sachs inspiré par un passage de l'Odyssée où Menelas poursuit Protée, la reprise par Grimmelshausen dans Les Aventures de Simplicius Simplicissimus au XVIIe siècle dont il donne une description détaillée.